# Simulium cerradense
Simulium cerradense es una especie de insecto del género Simulium, familia Simuliidae, orden Diptera.
Fue descrita científicamente por Coscaron, de Cerqueira, Schumaker & La Salvia, 1992.